# 水郷潮来あやめまつり

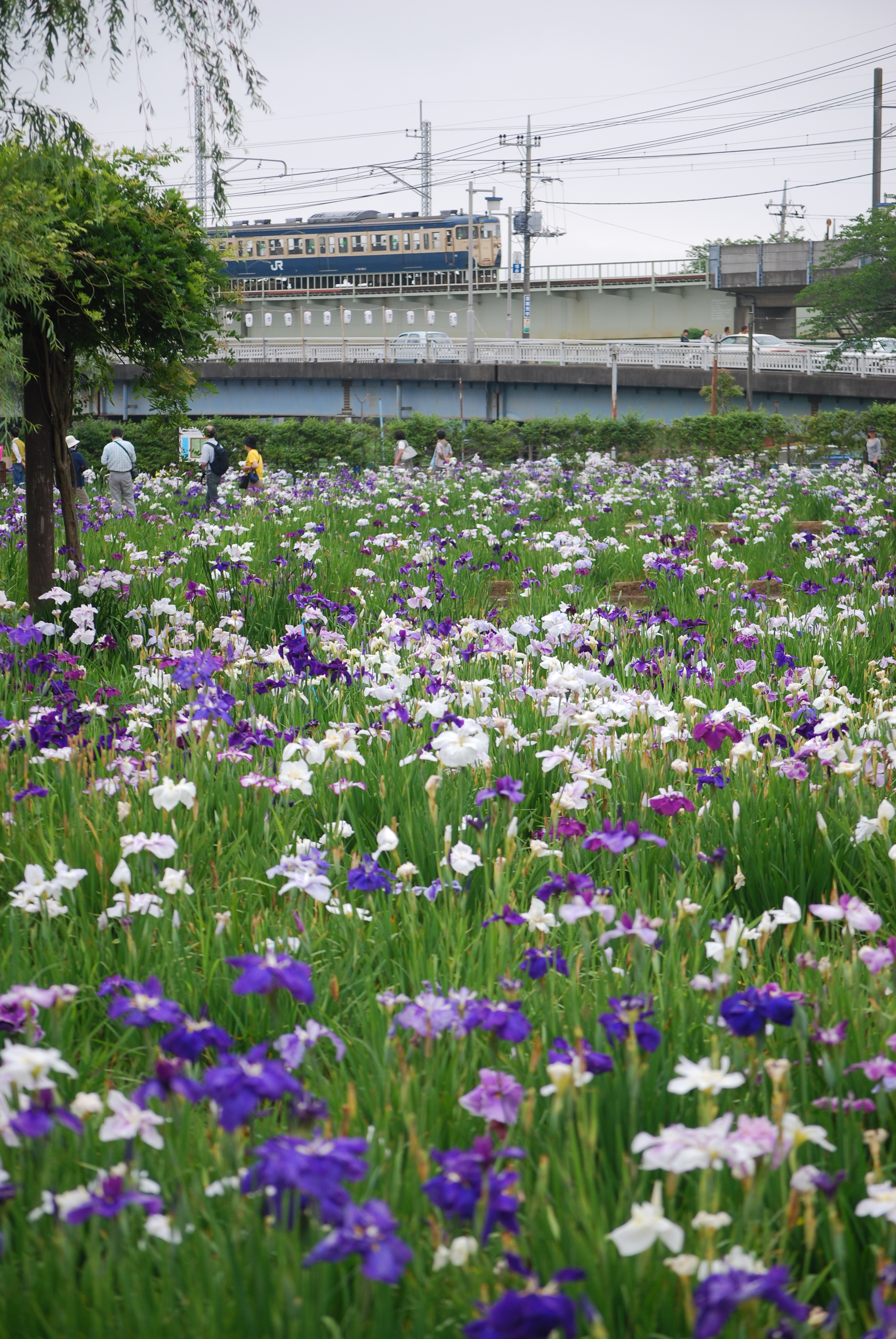
水郷潮来あやめ園

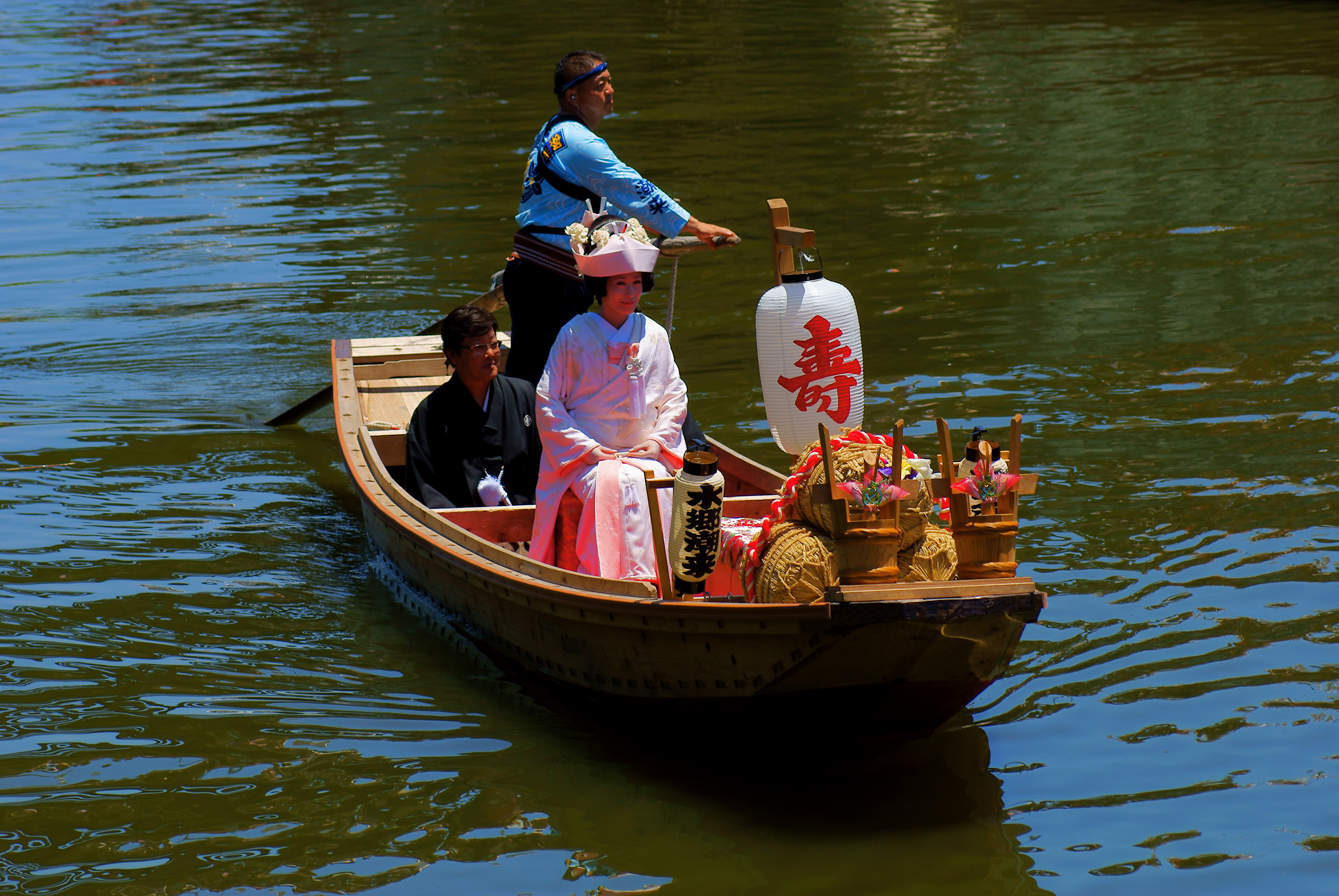
嫁入り舟

水郷潮来あやめまつり（すいごういたこあやめまつり）は、毎年5月下旬から6月下旬にかけて茨城県潮来市の水郷潮来あやめ園（旧称:前川あやめ園）で行われる祭りである。

## まつり
1952年（昭和27年）にはじまった歴史あるまつりで、当初は、愛好家たちがビール瓶などに花菖蒲やあやめの切り花を入れて行なわれていた。
園内には、約500種類100万株のあやめ（花菖蒲のこと）が植えられており、見頃を迎えると一面に咲く。
一番の見頃は例年6月10日頃とされ、毎年約80万人の人出があるという。
さらに、期間中は嫁入り舟やあやめ踊り披露など水郷ならではのイベントが行われる。

## 主なイベント
- 嫁入り舟
- あやめ踊り披露
- 潮来ばやし披露
- 潮来祇園祭禮踊り披露
- 市営ろ舟遊覧
- 全国優良品種花菖蒲展示会
- あやめ園ライトアップ

## アクセス
鉄道なら潮来駅、高速バスなら水郷潮来バスターミナル、自家用車なら東関東自動車道潮来インターチェンジが最寄となる。また、まつり期間中に臨時列車・バス・船便が用意されている。

## 備考
- 祭り期間中の6月第1日曜日前後には、茨城放送の「IBSふるさと放送局」が当会場からの生放送が行われる。
- 2020年の第69回大会は新型コロナウイルスの感染拡大防止に伴い全イベントが中止[1]。2021年の第70回は嫁入り船などのイベントを中止するなど一部規模を縮小する形で2年ぶりに開催された[2]。